# Zählpixel
Zählpixel (engl. Tracking Bug oder Web Bug; auch deutsch Web-Wanze, Tracking-Pixel, IVW-Pixel, ivwbox, Pixel-Tag, Pixeltag, Pixelmethode, Ein-Pixel-Bild, 1×1-gif, Clear gif oder Web Beacon) sind kleine Grafiken in HTML-E-Mails oder auf Webseiten, die eine Logdatei-Aufzeichnung und eine Logdateianalyse ermöglichen, die oft für statistische Auswertungen für das Online-Marketing verwendet werden.

## Technik
Die in der Ansicht meist nur 1×1 Pixel messenden Bilder sind häufig auch transparent oder in der Farbe des Hintergrundes erstellt, damit sie nicht sichtbar sind.
Wird ein Dokument geöffnet, dann wird dieses kleine Bild von einem Server im Internet geladen, wobei das Herunterladen dort registriert wird.
So kann der Betreiber des Servers feststellen, wann und wie viele Nutzer dieses Zählpixel anforderten bzw. ob und wann eine E-Mail geöffnet oder eine Webseite besucht wurde.
Private Betreiber einer Webseite können durch das Einbinden eines Zählpixels ohne Zugriff auf die Logdateien des Servers Informationen über die Besuche erhalten. So werden auf zahlreichen Internetseiten Besucherzähler verwendet, die auf demselben Prinzip aufbauen, aber bei jedem neuen Besucher ein neues „Bild“ – d. h. eine um eins erhöhte Zahl – darbieten.
Meist wird die Funktion durch einen JavaScript-Aufruf realisiert.

## Kritik
Das Zählpixel kann dem Webseitenanbieter zahlreiche Nutzungsdaten liefern und ist datenschutzrechtlich umstritten. Folgende Analysen können mit entsprechenden Daten erstellt werden:
- Bewegungsprofil der gesamten Sitzung,
- welcher Browser und welches Betriebssystem der Empfänger verwendet,
- die IP-Adresse des Nutzers; damit sein Internetdienstanbieter und mithilfe von Geotargeting auch sein ungefährer Standort
- bei E-Mail: ob und wann die E-Mail geöffnet wurde,
- bei Online-Texten: Wie oft der Artikel aufgerufen wurde.

Diese Daten können zum Beispiel dazu dienen, die Website zu verbessern. So kann ermittelt werden, welche Browserversionen (noch) in relevantem Umfang verwendet werden, um den besten Zeitpunkt zur Beseitigung von Altlasten zu finden. Auch Überlegungen zur Ergonomie sind möglich: So könnten häufig verwendete Links besser erreichbar gemacht werden und Newsletter, die ungelesen bleiben, überdacht werden. Es mag dem Benutzer auch dienen, lokalisierte Informationen zu erhalten.
Nicht zuletzt kann es bei werbefinanzierten Angeboten für den Betreiber hilfreich sein, dem Werbekunden die Reichweite der Seite zu dokumentieren.
Für den Anwender bleibt jedoch meist unklar, was mit der gesammelten Information über statistische Zwecke hinaus geschieht. Hier besteht die Sorge, dass die zunächst anonym gesammelten Informationen zur eigenen IP-Adresse, mit den Informationen von zahlreichen anderen Websites kombiniert, ein umfangreiches Interessensprofil ergeben. Dieses könnte schließlich auch mit einem Namen, einer E-Mail-Adresse, Fotos, einem Profil in einem sozialen Netzwerk usw. verknüpft werden, sodass Persönlichkeitsrechte verletzt werden können.
Versender von Spam können (sofern das E-Mail-Programm des Empfängers eine entsprechende Sicherheitslücke aufweist) durch Einbau eines Zählpixels in die E-Mail ermitteln, ob E-Mail an eine bestimmte E-Mail-Adresse gelesen wird und ob die Adresse daher gültig ist und aktiv genutzt wird.
Bei der Ausnutzung von Cross-Site-Scripting-Schwachstellen wird häufig ein ähnliches Verfahren verwendet, um den Sitzungsbezeichner (Session-ID) des Opfers an den Server des Angreifers zu übertragen.
Autoren von Online-Inhalten verwenden oft Zählpixel der VG-Wort, um im Rahmen einer jährlichen Abrechnung, den ihnen zustehenden Anteil an den Autorenvergütungen zu erhalten.

### Gegenmittel
- Wird eine E-Mail offline geöffnet, kann die Grafik des Zählpixels nicht vom Server geladen werden und dort daher auch nicht registriert werden.
- Man kann auch ein E-Mail-Programm benutzen, das keine HTML-E-Mails unterstützt oder die Anzeige von HTML-Code unterbinden kann.
- Man kann in den meisten E-Mail-Programmen externe Grafiken standardmäßig blockieren und nur wahlweise zulassen.
- Man kann dem Mailprogramm per Firewall nur restriktive Zugriffsrechte ins Internet gestatten.
- Geeignete Webbrowser-Erweiterungen wie etwa uBlock Origin erkennen Zählpixel und können auch weitere Trackingversuche blockieren.
- Im HTTP-Verkehr lokal zwischengeschaltete Proxys wie Privoxy, Proxomitron oder Webwasher können Zählpixel unter Umständen erkennen und den Abruf unterbinden.
- Der auf Chromium basierende Webbrowser Brave verwendet eine Technik, um den Abruf von Zählpixeln zu unterbinden.